# Idioma trinitario
El trinitario, o mojeño trinitario, es una lengua que pertenece a la extensa familia lingüística arahuaca. Se habla en todo el Territorio del parque nacional Isiboro-Sécure (TIPNIS), en el Territorio Indígena Multiétnico (TIM), a lo largo del río Mamoré (en Rosario), en la ciudad de Trinidad, y alrededor de las poblaciones de San Lorenzo y San Francisco en Bolivia (Rose, 2012).
Desde la promulgación del decreto supremo N.º 25894 el 11 de septiembre de 2000 el trinitario es una de las lenguas indígenas oficiales de Bolivia, lo que fue incluido en la Constitución Política al ser promulgada el 7 de febrero de 2009 (como mojeño-trinitario).

## Aspectos históricos, sociales y culturales

### Uso y estatus actual
El trinitario cuenta con 3140 hablantes aproximadamente y, por ello, es considerado como una lengua en peligro de desaparición (Crevels y Muysken, 2009; Crevels, 2012). Comparada con las otras lenguas del tronco mojo (ignaciano, javeriano y loretano), el trinitario es la lengua mojeña más importante en cuanto al número de hablantes. Sin embargo, en Trinidad y en San Lorenzo de Moxos se evidencia una pérdida rápida del idioma por parte de las generaciones jóvenes, quienes hablan solamente castellano. La situación es diferente en el parque nacional Isidoro-Sécure, donde los niños todavía hablan el idioma indígena (Rose, 2012). 

### Historia de la lengua
Como señala Rose (2012), los nombres de las cuatro variedades mojeñas: trinitario, ignaciano, loretano y javeriano, corresponden a las misiones jesuitas construidas a finales de siglo XVII. Se presume, sin embargo, que habrían existido mayores diferencias dialectales antes de la época de las misiones, cuando la política lingüística tenía como meta reducir la variedad lingüística a algunos “idiomas generales”.

## Descripción lingüística

### Clasificación
El mojeño trinitario es una de las pocas lenguas arahuacas habladas en Bolivia, junto con el baure y el machineri. Dentro del grupo mojeño, parece que el javeriano y el loretano son muy similares al trinitario (razón por la cual son referidos también como dialectos en la literatura), sin embargo, el ignaciano muestra más diferencias, en particular en el nivel fonológico y morfofonológico (Rose, 2012).

### Fonología
En el cuadro 1, se presenta el sistema vocálico del trinitario. Entre corchetes se muestra la realización precisa de estas letras, siguiendo el Alfabeto Fonético Internacional (Rose, 2012).
|             | Anteriores | Anteriores | Centrales      | Centrales          | Posteriores | Posteriores |
| breves      | largas     | breves     | largas         | breves             | largas      |             |
| Cerradas    | i          | ii [i:]    |                |                    | u           | uu [u:]     |
| Intermedias | e [e, ɛ]   | ee [e:]    | ae [ ə͡e, ɛ, ɨ] | aee [ ə͡e:, ɛː, ɨː] | o [o, ɔ]    | oo [o:]     |
| Abiertas    |            |            | a              | aa [a:]            |             |             |

En trinitario, se distinguen los siguientes sonidos consonánticos (Rose, 2012):
|             | Bilabiales | Alveolares | Palatales | Velares | Glotal |
| Oclusivas   | p          | t          | ty [c]    | k       | ' [ʔ]  |
| Nasales     | m          | n          | ñ [ɲ]     |         |        |
| Fricativas  | v [β]      | s          | gi, g [ç] | j [x]   |        |
| Africadas   |            | ts [t͡s]    | ch [t͡ʃ]   |         |        |
| Vibrante    |            | r [ɾ]      |           |         |        |
| Semivocales | w, u [w]   |            | y, i [j]  |         |        |

### Clases de palabras
En cuanto a las clases de palabras en trinitario, se puede mencionar lo siguiente (Rose, 2012):
- Se distinguen, en primer lugar, dos clases mayores de palabras: palabras lexicales, aquellas que forman parte del vocabulario de la lengua, y palabras gramaticales, aquellas que permiten relacionar las palabras lexicales.
- Las palabras lexicales se dividen, a su vez, en diferentes tipos de palabras que tienen su propia morfología, como son: los sustantivos o nombres (ej. chora 'lorito', seno 'mujer'), los verbos (ej. -uteko 'venir', -tsuko 'besar'), los adjetivos (ej. chope  'grande', tume 'fuerte'), los numerales (ej. éto- 'uno', api- 'dos'), los cuantificadores (ej. movera 'mucho', ongira 'poco') y los adverbios (ej. juiti 'ahora', onogi 'allá').
- Las palabras gramaticales también pueden ordenarse en diferentes clases, según su posición y su función dentro de la oración. Según Rose (2012), en trinitario, hay pocas clases de palabras gramaticales, ya que muchas funciones gramaticales son expresadas por medio de afijos. En el cuadro 3, se presentan los pronombres personales, los artículos y los demostrativos en trinitario, los cuales constituyen tres tipos de palabras gramaticales que refieren a participantes del mundo o del discurso y cuyo uso está sujeto a ciertos parámetros (persona, humanidad, género, sexo del hablante o emisor, etc.).

|                         | Pronombre       | Artículo    | Primera parte de los demostrativos     |
| 1SG                     | nuti 'yo'       |             |                                        |
| 2SG                     | piti 'tu'       |             |                                        |
| 1PL                     | viti 'nosotros' |             |                                        |
| 2PL                     | eti 'ustedes'   |             |                                        |
| 3M (hablante masculino) | ema 'él'        | ma 'el'     | jma- 'éste, eso, aquél'                |
| 3M (hablante femenina)  | eñi 'él'        | ñi 'el'     | pñi- 'éste, eso, aquél'                |
| 3F                      | esu 'ella'      | su 'la'     | psu- 'ésta, esa, aquélla'              |
| 3PL                     | eno 'ellos'     | no 'los'    | pno- 'esto/as, eso/as, aquél/as'       |
| 3NH                     | eto 'esto'      | to 'el, la' | pjo- (SG) 'éste, eso, aquél' jma- (PL) |

- Otros tipos de palabras gramaticales en trinitario son las preposiciones, como p.ej. kuti 'como' en (1), y las conjunciones, como p.ej. tyompo 'y, después, con', tajicho 'por, porque'.

| (1) | ta-kuti                     | to     | n-miro   |
|     | 3.NH-como                   | ART.NH | 1SG-cara |
|     | 'como mi cara' (Rose, 2012) |        |          |

### Morfología
En cuanto a la morfología del trinitario, se puede señalar lo siguiente (Rose, 2012):
- El trinitario presenta un sistema rico y complejo de morfemas. La mayoría de afijos que se observan en esta lengua son sufijos. Una sola palabra en trinitario puede contener varios afijos al mismo tiempo. Dichos afijos pueden modificar exclusivamente a nombres, verbos, o a cualquier otra clase determinada de palabras. También existen afijos que afectan a más de un tipo de palabras. Estos afijos son considerados como miembros de la morfología transcategorial.
- Entre los sufijos que corresponden a la morfología transcategorial, aquella constituida por afijos que no son especializados para una clase de palabras sino que se pueden añadir a otras, tenemos: los afijos de persona, los sufijos de plural, los clasificadores y sufijos con valores discursivos. Los afijos de persona (prefijos y sufijos) se encuentran en verbos, nombres y adjetivos y hacen referencia a las personas o cosas que tienen una relación importante con la raíz. Los prefijos de persona se añaden a un nombre, por ejemplo, para referir a su posesor, como en (2), o a un verbo para referir a su sujeto, o sea el participante que realiza la acción, como en (3):

| (2) | p-kaecha               |
|     | 2SG-pala               |
|     | 'tu pala' (Rose, 2012) |

| (3) | py-ajriko               |
|     | 2SG-escribir            |
|     | 'Escribes' (Rose, 2012) |

Además del afijo de persona, otro tipo de afijo transcategorial es el sufijo de plural -ono que se añade a los nombres para indicar una pluralidad de elementos, como se observa en (4), y en los verbos para indicar que el sujeto es plural, aunque únicamente con el prefijo ty-. 

| (4) | to                         | wkugi-ono |
|     | ART.NH                     | árbol-PL  |
|     | 'los árboles' (Rose, 2012) |           |

Otro tipo de morfema transcategorial son los clasificadores (CLF). Son sufijos que representan una clase de elementos, como por ejemplo todo lo que es redondo, lo que es líquido o lo que es largo y flexible. Se encuentran más frecuentemente en los adjetivos o verbos expresando un estado, como en (5), y en los números.

| (5) | tito-gi                                                                                   |
|     | pelado-CLF.cilíndrico                                                                     |
|     | 'Es pelado (por ejemplo un árbol sin cáscara, un grano de arroz sin chala).' (Rose, 2012) |

En la morfología transcategorial se encuentran también afijos discursivos, es decir, afijos que muestran la implicación del hablante en su discurso, como por ejemplo -chicha y -tataji que indican respectivamente empatía (pena, respecto o cariño), como en (6), o desprecio hacia un participante. 

| (6) | v-kuti-richu                                                 | jmani | paku-chicha-ono |
|     | 1PL-como-mismo                                               | DEM   | perro-EMP-PL    |
|     | 'Son iguales que nosotros estos pobres perros.' (Rose, 2012) |       |                 |

- En cuanto a la morfología nominal, la posesión se expresa en el nombre a través de un prefijo de persona que refiere al posesor. Ciertos nombres, como aquellos que denotan partes del cuerpo o relaciones de parentesco, no pueden aparecer sin prefijos de persona, es decir que siempre están poseídos, como en (7). Además de la posesión, otros sufijos relevantes de la morfología nominal son aquellos que marcan la forma diminutiva, como en (8), y las categorías de tiempo-aspecto-modo, como en (9).

| (7) | n-amri                  |
|     | 1SG-nieto               |
|     | 'mi nieto' (Rose, 2012) |

| (8) | to'i-gira                  |
|     | fruta-DIM                  |
|     | 'fruta chica' (Rose, 2012) |

| (9) | mimro-yore                                 |
|     | máscara-FUT                                |
|     | 'lo que va a ser una máscara' (Rose, 2012) |

- En cuanto a la morfología verbal, el trinitario presenta un número considerable de afijos verbales. Aquellos que son obligatorios son, por lo menos, un afijo de persona y el sufijo temático -ko en los verbos activos, como en (10). El trinitario tiene además muchos afijos de TAM (tiempo-aspecto-modo), de voz, entre otros.

| (10) | n-emasa-sa-ko                   |
|      | 1SG-sonreír-RED-TEM             |
|      | 'Estoy sonriendo.' (Rose, 2012) |

En cuanto a los morfemas de TAM, se trata de morfemas que precisan el tiempo (pasado, presente, futuro) del evento, como p.ej. el marcador de futuro -yore en (11), y distinciones con respecto a su desarrollo interno, como p.ej. el marcador aspectual continuativo -giereko en (12), y su realidad, como p.ej. el marcador de irrealis -a- en (13).

| (11) | n-epeno-yore-po                |
|      | 1SG-morir-FUT-PF               |
|      | 'Me voy a morir.' (Rose, 2012) |

| (12) | v-komnu-giereko                     |
|      | 1PL-necesitar-CNT                   |
|      | 'Estamos necesitando.' (Rose, 2012) |

| (13) | te                                               | pi-itekpo-a-po    | pi-iimuiko-a   |
|      | PREP                                             | 2SG-llegar-IRR-PF | 2SG-bailar-IRR |
|      | 'Cuando llegues tienes que bailar.' (Rose, 2012) |                   |                |

Como se mencionó anteriormente, otra clase numerosa de afijos verbales en trinitario son los morfemas de voz. Estos morfemas cambian el sentido del verbo añadiendo, suprimiendo, o modificando tipos de participantes en el evento. Así tenemos, por ejemplo, los morfemas causativos que indican que un participante causa el evento o hace que otro participante lleve a cabo una acción o entre en un estado determinado, como se muestra en (14). 

| (14) | a. n-siopo   | 'entro'    | → | n-ko-siopo  | 'meto'     |
|      | b. n-ejak-po | 'me senté' | → | n-k-ejak-po | 'lo senté' |
|      | c. n-itko    | 'sé'       | → | n-im-itko   | 'enseño'   |

- El trinitario presenta, además, afijos que facilitan el cambio de clase de palabras, especialmente entre verbos y nombres. Así pues, se observan dos verbalizadores que permiten transformar un nombre en un verbo, como se muestra en (15), y un conjunto de nominalizadores que permiten formar nombres a partir de verbos, como se observa en (16).

| (15) | ty-ko-íjare                       | Bernardo |
|      | 3-VBL-nombre                      | Bernardo |
|      | 'Se llama Bernardo.' (Rose, 2012) |          |

| (16) | a. n-itoriko | 'vivo'    | → | n-itoris-ra  | 'mi vida'           |
|      | b. na-tanko  | 'buscan'  | → | na-tans-ira  | 'su busca de ellos' |
|      | c. n-echo    | 'conozco' | → | n-echo-giene | 'lo que conozco'    |

### Sintaxis
Con respecto a la sintaxis del trinitario, se puede señalar lo siguiente (Rose, 2012):
- Dentro de la frase nominal, se observa el siguiente orden de palabras:

| ART/DEM | número/cuantificador | adjetivo | nombre |

- Por lo general, el predicado en la oración es un verbo, con un participante (verbo intransitivo), como en (17), dos participantes (verbo transitivo), como en (18), o tres participantes (verbo ditransitivo), como en (19). No hace falta que los participantes siempre estén presentes como frase nominal en la oración.

| (17) | ty-emtioko                |
|      | 3-perderse                |
|      | 'Se perdió.' (Rose, 2012) |

| (18) | ty-itswo-ri-ko-po                   | keeno   |
|      | 3-cambiar-PLUR-TEM-PF               | plátano |
|      | 'Cambia por plátanos.' (Rose, 2012) |         |

| (19) | ty-ijroko-vi                    | to     | 'puuji-ono |
|      | 3-dar-1PL                       | ART.NH | remedio-PL |
|      | 'Nos da remedios.' (Rose, 2012) |        |            |

El predicado puede también ser un nombre con un sufijo de persona, como se observa en (20), o una construcción llamada 'ecuativa', en la que dos grupos nominales son presentados como iguales, como en (21).

| (20) | tgripero-nu                   |
|      | machetero-1SG                 |
|      | 'Soy machetero.' (Rose, 2012) |

| (21) | eto                                | n-emtone    |
|      | PRO.NH                             | 1SG-trabajo |
|      | 'Este es mi trabajo.' (Rose, 2012) |             |

- El orden de constituyentes en una oración básica es SVO (sujeto-verbo-objeto) como en castellano, como se observa en (22). Este orden varía, sin embargo, en determinados contextos.

| (22) | ene                                                                  | takepo  | ma    | ty-siso | 'chane  | ma-om-po      | ma    | 'chane  |
|      | y                                                                    | después | ART.M | 3-negro | persona | 3.M-llevar-PF | ART.M | persona |
|      | 'Y entonces el hombre negro llevó al hombre (perdido).' (Rose, 2012) |         |       |         |         |               |       |         |

- En cuanto a las oraciones complejas en trinitario, se observan oraciones completivas, que toman la posición de objeto y pueden estar introducidas o no por el artículo no humano to, como en (23). Se observan, además, oraciones circunstanciales que toman la posición de un complemento de lugar o tiempo, como en (24), y oraciones relativas, que reemplazan un adjetivo o especifican por sí solas la identidad de un participante, como en (25).

| (23) | nuti                                       | n-woo'o    | n-im-echo-vi-yore      | to     | 'chene |
|      | PRO.1SG                                    | 1SG-querer | 1SG-CAUS-saber-2SG-FUT | ART.NH | camino |
|      | 'Quiero mostrarte el camino.' (Rose, 2012) |            |                        |        |        |

| (24) | te                                               | pi-itekpo-a-po    | pi-iimuiko-a   |
|      | PREP                                             | 2SG-llegar-IRR-PF | 2SG-bailar-IRR |
|      | 'Cuando llegues tienes que bailar.' (Rose, 2012) |                   |                |

| (25) | emja-ri’i-iji                                                         | ma    | 'chane  | ty-ko-ésane |
|      | COP.M-ri’i-RPT                                                        | ART.M | persona | 3-VBL-chaco |
|      | 'Dizque/Cuentan que había un hombre que tenía su chaco.' (Rose, 2012) |       |         |             |